# لتا منگیشکر
لَتا منگیشکر (به هندی: लता मंगेशकर) ؛ ۲۸ سپتامبر ۱۹۲۹ – ۶ فوریهٔ ۲۰۲۲) خوانندهٔ اهل هند بود. او یکی از پرکارترین و تأثیرگذارترین خوانندگان هندی بود که صدایش در فیلم‌ها بر روی اجرای بازیگران زن قرار می‌گرفت. لتا فعالیت خود را از سال ۱۹۴۲ میلادی آغاز کرد و در طول بیش از هفت دهه فعالیت، بیش از ۴۰ هزار ترانه را در بیش از ۲۰ زبان هندی (بیشتر به زبان‌های مراتی و هندی) اجرا کرده‌است.
لتا پنجمین زن و دومین خواننده‌ای است که بالاترین نشان شهروندی هند، بهارات راتنا را در سال ۲۰۰۱ میلادی دریافت کرد، وی تنها دومین خواننده زن پس از ام.اس. سوبولاکشمی می‌باشد که به این افتخار دست یافته. او همچنین در سال ۲۰۰۷ نشان لژیون دونور را دریافت نمود او خواهر بزرگتر آشا بهوسله بود.
او سه جایزه ملی فیلم، ۱۵ جایزه انجمن روزنامه نگاران فیلم بنگال، چهار جایزه بهترین پخش زن فیلم فیر، دو جایزه ویژه فیلم فیر، جایزه یک عمر دستاورد فیلم فیر و بسیاری جوایز دیگر دریافت کرد. در سال ۱۹۷۴، او یکی از اولین خوانندگان پلی بک هندی بود که در رویال آلبرت هال لندن به اجرای کنسرت پرداخت.

## زندگی‌نامه

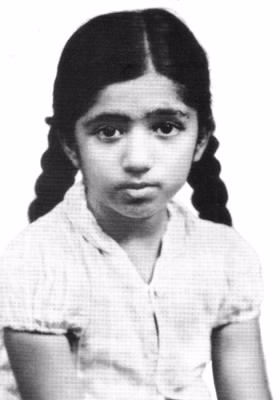
نگاره‌ای از کودکی لتا

لتا در ۲۸ سپتامبر ۱۹۲۹ در خانواده‌ای از موسیقی‌دانان در ایندور در مادیا پرادش به دنیا آمد. پدرش که خواننده و بازیگر تئاتر بود، از پنج سالگی آموزش موسیقی به لتا را آغاز کرد. با مرگ ناگهانی پدر در سال ۱۹۴۲ لتا که سه خواهر و یک برادر کوچکتر از خود داشت مسئولیت خانواده را برعهده گرفت.
لتا در ابتدا به بازیگری در چند فیلم پرداخت. او برای نخستین بار در سال ۱۹۴۲ در فیلمی مرآتی به‌جای یک بازیگر زن خواند اما صدای او در تدوین فیلم از آن حذف شد. در سال ۱۹۴۷ در فیلمی هندی خواند اما نتوانست توجهی را به خود جلب کند. در آن زمان سینمای بالیوود به صداهای پرقدرت مانند نور جهان بیشتر توجه نشان می‌داد؛ و برای لتا با صدایی نازک سخت بود که بتواند موقعیت خود را تثبیت کند. در نهایت در سال ۱۹۴۸ بود که آهنگسازی لتا را برای فیلمش انتخاب کرد و او توانست به شهرتی دست یابد. از آن زمان او به یکی از پرکارترین خوانندگان هند بدل شد. او در سال ۱۹۴۹ آهنگ آیگا آنی والا را برای فیلم محال خواند.
لتا در ۱۹۶۲ میلادی، پس از جنگ هند و چین، ترانه‌ای میهن‌پرستانه اجرا کرد که گفته می‌شود نخست‌وزیر هند را به گریه انداخت.
در سال ۱۹۷۴ نخستین کنسرت خارج از هند خود را در رویال آلبرت هال لندن برگزار کرد.
در سال ۲۰۰۴ ترانه‌ای از او برای موسیقی متن فیلم درخشش ابدی یک ذهن پاک انتخاب شد.
لتا منگیشکر راه خوانندگی فیلم را برای بسیاری از خوانندگان فیلم‌های بالیوودی هم‌نسل خود هموار کرد. او کسی بود که برای نوشته‌شدن نام خواننده‌ها (به‌جای بازیگران) بر روی ترانه‌ها پافشاری کرد. لتا در تصمیم‌گیری‌های خود مصمم بود. به‌عنوان نمونه او کار کردن با محمد رفیع را متوقف کرد و از ۱۹۵۷ تا ۱۹۶۲ حاضر نشد هیچ ترانه‌ای از ساخته‌های اس دی برمن را بخواند.
لتا منگیشکر همچنین به آهنگسازی و تدوین فیلم نیز پرداخته‌است.

## جایزه‌ها و افتخارها
لتا منگیشکر پس از ایندیرا گاندی، مادر ترزا، آرونا آصف علی و ام. اس. سوبولاکشمی، پنجمین زنی است که والاترین نشان شهروندی کشور هند، بهارات راتنا را دریافت کرده‌است.
لتا تاکنون سه بار برندهٔ جایزهٔ ملی فیلم هند شده‌است.
در سال ۱۹۷۴ کتاب رکوردهای جهانی گینس نام لتا منگیشکر را با بیش از ۲۵۰۰۰ ترانه میان سال‌های ۱۹۴۸ تا ۱۹۷۴، به عنوان خواننده‌ای با بیش‌ترین ترانه‌های ضبط‌شده ثبت کرد. گینس همچنین بار دیگر در سال ۱۹۸۴ نام لتا را با بیش از ۳۰۰۰۰ ترانهٔ ضبط‌شده در میان سال‌های ۱۹۴۸ تا ۱۹۸۷ به‌عنوان خواننده‌ای با بیشترین ترانهٔ ضبط‌شده در تاریخ ثبت کرد. در سال ۲۰۱۱ این عنوان به آشا بهوسله داده شد.

## بیماری و مرگ
در ۸ ژانویه ۲۰۲۲، لتا منگیشکر با علائم خفیفی از تست کووید ۱۹ مثبت شد و در بخش مراقبت‌های ویژه بیمارستان بریچ کندی در بمبئی بستری شد. او با علائم «بهبود نهایی» در سلامتش در ICU باقی ماند. پزشکان معالج او را در ۲۸ ژانویه پس از «بهبود اندکی» وضعیت سلامتی‌اش از دستگاه تنفس مصنوعی خارج کردند اما، او در ۵ فوریه پس از وخامت وضعیت سلامتی‌اش به ونتیلاتور بازگشت و تحت «درمان ویژه» قرار گرفت.
منگیشکر در ۶ فوریه ۲۰۲۲ ساعت ۸:۱۲ صبح در سن ۹۲ سالگی بر اثر سندرم اختلال عملکرد ارگان‌های متعدد پس از ۲۸ روز درمان مداوم برای پنومونی و کووید-۱۹ درگذشت.

## فیلم‌شناسی
برخی از فیلم‌هایی که لتا منگیشکر در آن‌ها خوانده‌است عبارتند از:
- مادر هند (۱۹۵۷)
- دزد جواهر (۱۹۶۷)
- میلان (۱۹۶۷)
- انتقام (۱۹۶۹)
- پاکیزه (۱۹۷۲)
- عشق جاویدان (۱۹۷۲)
- به هندوستان قسم (۱۹۷۳)
- شعله (۱۹۷۵)
- اوتار (۱۹۸۳)
- سانی (۱۹۸۴)
- آرجون (۱۹۸۵)
- مهتاب (۱۹۸۹)
- لحظات (۱۹۹۱)
- ۱۰۰ روز (۱۹۹۱)
- ترس (۱۹۹۳)
- ۱۹۴۲: یک داستان عاشقانه (۱۹۹۴)
- داماد عاشق عروس را می‌برد (۱۹۹۵)
- دل دیوانه است (۱۹۹۷)
- از اعماق دل... (۱۹۹۸)
- محبت‌ها (۲۰۰۰)
- باج (۲۰۰۱)
- گاهی خوشی گاهی غم (۲۰۰۱)
- ویر-زارا (۲۰۰۴)
- درخشش ابدی یک ذهن پاک (۲۰۰۴)